# ГЕС Меццокорона
ГЕС Меццокорона — гідроелектростанція на півночі Італії. Знаходячись після ГЕС Тайо-Санта-Джустина, становить нижній ступінь у каскаді на річці Ноче (права притока Адідже, що впадає в Адріатичне море утворюючи спільну дельту з По), яка на цій ділянці дренує східний схил хребта Брента та західний схил хребта Нонсберг. 
Для накопичення ресурсу Ноче перекрили бетонною гравітаційною греблею Молларо висотою 43 метри та довжиною 100 метрів, яка утворила невелике водосховище об'ємом 850 тис. м3. Окрім прямого стоку, до нього перекидається вода із притоки Ноче Tresenga. Від сховища через лівобережжя річки (згаданий вище Нонсберг) прокладений дериваційний тунель довжиною 9,2 км із перетином 20 м2. Він перетинає по акведуках притоки Ноче Pongaiola та Rinassico, з яких також організовано забір додаткового ресурсу. Пропускна здатність тунелю обмежена показником 60 м3/с, проте може бути піднята до 80 м3/с за умови прокладання третього напірного водоводу. Наразі змонтовано лише дві напірні труби довжиною по 120 метрів, які подають воду до машинного залу.
Зал обладнаний трьома турбінами типу Френсіс: двома потужністю по 17,7 МВт та однією у 18,4 МВт. При напорі 124 метри вони забезпечують виробництво 210 млн кВт·год електроенергії на рік.
Видача продукції відбувається по ЛЕП, що працюють під напругою 130 кВ.